# 유위 (모평희후)
유위(劉威, ? ~ ?)는 전한의 제후로, 제효왕의 후손이다.

## 생애
아버지 유흘의 뒤를 이어 모평후(牟平侯)에 봉해졌다.
시호를 희(釐)라 하였고, 아들 유륭이 작위를 이었다.

## 출전
- 반고, 《한서》 권15상 왕자후표 上

| 선대 아버지 모평효후 유흘 | 전한의 모평후 ? ~ ? | 후대 아들 유륭 |